# Tetilla simplex
Tetilla simplex är en svampdjursart som först beskrevs av William Johnson Sollas 1886.  Tetilla simplex ingår i släktet Tetilla och familjen Tetillidae. Inga underarter finns listade i Catalogue of Life.